# Arenaria eliasiana
Arenaria eliasiana är en nejlikväxtart som beskrevs av Kit Tan och Sorger. Arenaria eliasiana ingår i släktet narvar, och familjen nejlikväxter. Inga underarter finns listade i Catalogue of Life.